# Лавданови
Лавданови (Cistaceae) е семейство покритосеменни растения, включващо 8 рода и около 180 вида, главно храсти. Разпространени са най-вече в Европа и Средиземноморието, но се срещат и в Северна и Южна Америка.

## Родове
- Cistus – Лавдан или Цистус
- Fumana
- Halimiocistus
- Halimium
- Helianthemum
- Hudsonia
- Lechea
- Tuberaria